# Тонк
Тонк (хинди टोंक, англ. Tonk) — город в индийском штате Раджастхан, административный центр округа Тонк.

## История
Город был основан в 1643 году брамином по имени Бхола. Позднее он был захвачен маратхами, и попал в подчинение к роду Холкар. В связи с удалённостью подвластных городов Раджпутаны от основной массы владений в Мальве, Холкары сделали своим наместником в раджпутанских землях пуштуна Мухаммад Амир-хана. Когда началась третья англо-маратхская война, то Мухаммад Амир-хан воспользовался ситуацией и подписал с британцами субсидиарный договор, по которому в обмен на контроль Ост-Индской компании над внешней политикой становился полноправным властелином внутри своих владений. В результате в 1818 году образовалось княжество с центром в Тонке.
После раздела Британской Индии княжество Тонк в 1948 году вошло в состав Индийского Союза и было преобразовано в округ штата Раджастхан. В результате последовавшего за разделом исхода населения, исповедовавшего ислам, мусульмане, составлявшие в 1901 году 53 % населения Тонка, стали в нём меньшинством.

## География
Тонк расположен примерно в 95 км к югу от Джайпура, недалеко от реки Банас, на высоте 288 м над уровнем моря.

## Население
По данным переписи 2001 года население города насчитывало 135 663 человека. По данным переписи 2011 года оно составляет 165 363 человека.